# Реквием (триптих)
«Ре́квием» — триптих народного художника России Валерия Балабанова, состоящий из картин «Вифлеемская звезда» («Покаянные дни»), «Молитва о моряках России», «Молитва о русском воине» (2000—2002).

## История создания
Первоначально художником Балабановым была создана картина «Вифлеемская звезда» («Покаянные дни»). В память о подвиге рядового Евгения Родионова, убитого в плену у чеченских боевиков 23 мая 1996 года, Балабанов в начале 2000-х гг. создал картину «Молитва о русском воине». В 2000 году после гибели подводной лодки «Курск», им написана картина «Молитва о моряках России». Три этих картины в совокупности образовали триптих «Реквием», одну из наиболее известных художественных работ Балабанова.
Сам автор так высказался о сущности своего триптиха:

Триптих «Реквием» — это «Покаянные Дни» моего Отечества, да и всего грешного человечества, которое в начале XXI века, как бы отгораживаясь от Божьего Мира, надевает на себя электронный шлем, погружаясь в глубины бесовских, наркотических галлюцинаций искусственного, клонированного, виртуального мира, терроризма и войн. И возникает извечный вопрос: «Быть или не быть?» жизни, любви, добру, гармонии и созиданию.

### Молитва о моряках России
Первоначально полотно получило название «Курск». Картина была представлена на выставке в Бородинской панораме и получила благодарные отзывы посетителей. «Молитву о моряках России» живописец посвятил погибшему экипажу подлодки «Курск», «осенив её образом Святого благоверного воина Федора Ушакова». Репродукции этой картины на холсте были изготовлены для музея 7-й дивизии атомных подводных лодок в Видяево и для семей погибших подводников.

## Критика
По мнению спецкора газеты «Гудок» Игоря Логвинова, «Реквием» относится к числу лучших работ художника и является творческой исповедью: работы наподобие триптиха «Реквием» снискали Балабанову «славу художника, выпестованного русской историей и взращенного русской культурной традицией».
Поэт и журналист Андрей Шацков на страницах «Литературной газеты» об одном из полотен триптиха «Реквием» — «Молитва о русском воине» сказал, несмотря на поднимаемую в произведении страшную тему (мученическую смерть в плену чеченских боевиков Евгения Родионова, отказавшегося снять крестик и отказаться от православной веры) в этой картине нет страха смерти.
В журнале «Русский дом» в 2004 году триптих «Реквием» был назван особой страницей художника Валерия Балабанова, гимном «молитвенной памяти всех сынов Отечества за подвиг мученичества во имя веры православной, во имя России».